# Castel de Cabra
Castel de Cabra es un municipio de la provincia de Teruel, en la comarca de Cuencas Mineras, en la comunidad autónoma de Aragón, España. Tiene una población de 93 habitantes (INE 2020).

## Geografía
Integrado en la comarca de Cuencas Mineras, se sitúa a 80 kilómetros de la capital provincial. El término municipal está atravesado por la carretera nacional N-211, entre los kilómetros 175 y 181, trayecto compartido con la carretera N-420 entre Montalbán y Alcañiz. También lo atraviesa la carretera A-2402, que permite la comunicación con Escucha.
El relieve del municipio está definido por el Sistema Ibérico turolense en las estribaciones nororientales de la sierra de San Just, destacando el puerto de las Traviesas (1184 metros) y los montes Cabezo del Molino (1476 metros), Cabezo de la Corona (1456 metros), y Cabezo Lagonera (1444 metros). Los ríos que cruzan el territorio son el río de los Anchos por el oeste y el río Cabra, el cual pasa por el pueblo, perteneciendo ambos a la cuenca del río Martín. La altitud del municipio oscila entre los 1476 metros (Cabezo del Molino) y los 1020 metros a orillas del río Cabra. El pueblo se alza a 1088 metros sobre el nivel del mar. 
| Noroeste: Montalbán y Torre de las Arcas | Norte: Torre de las Arcas | Noreste: Cañizar del Olivar |
| Oeste: Montalbán                         |                           | Este: Cañizar del Olivar    |
| Suroeste: Palomar de Arroyos             | Sur: Palomar de Arroyos   | Sureste: La Zoma y Aliaga   |

## Demografía
Castel de Cabra cuenta con una población de 84 habitantes (INE 2024).
| Gráfica de evolución demográfica de Castel de Cabra entre 1842 y 2021                                               |
| |
| Población de derecho según los censos de población del INE Población de hecho según los censos de población del INE |

## Administración y política
| Periodo   | Nombre                    | Partido | Partido                                            |
| --------- | ------------------------- | ------- | -------------------------------------------------- |
| 1979-1983 | Félix Ibáñez Alloza       |         | Unión de Centro Democrático (UCD)                  |
| 1983-1987 | Cristóbal Gundín Aznar    |         | Partido Aragonés (PAR)                             |
| 1987-2027 | Francisco Rodríguez Pérez |         | Partido de los Socialistas de Aragón (PSOE-Aragón) |

| Partido político    | Partido político                                   | 2003   | 2007   | 2011   | 2015   | 2019   | 2023   |
| Partido político    | Partido político                                   | Ediles | Ediles | Ediles | Ediles | Ediles | Ediles |
|                     | Partido de los Socialistas de Aragón (PSOE-Aragón) | 4      | 4      | 4      | 4      | 4      | 3      |
|                     | Partido Popular de Aragón (PP)                     | 1      | 0      | 1      | 1      | 1      | 0      |
|                     | Partido Aragonés (PAR)                             | —      | 1      | 0      | —      | 0      | 0      |
|                     | Ciudadanos (CS)                                    | —      | —      | —      | —      | 0      | —      |
|                     | Compromiso con Aragón (CA)                         | —      | —      | —      | 0      | —      | —      |
|                     | Chunta Aragonesista (CHA)                          | —      | 0      | —      | —      | —      | —      |
| Total de concejales | Total de concejales                                | 5      | 5      | 5      | 5      | 5      | 3      |

## Cultura

### Patrimonio
- Iglesia parroquial de la Asunción de Nuestra Señora, construida en el siglo XVI.

- Ermita de Santa María Magdalena. La ermita corresponde a la antigua iglesia parroquial de Adobas. Este núcleo despoblado entre 1646 y 1711 fue anexionado a Castel de Cabra.

- Edificio del Ayuntamiento, construido en el siglo XVI.

- Ermita de San Juan Bautista, situada junto al río Cabra.

### Fiestas
- Fiestas en Honor de Nuestra Señora de la Asunción. Las fiestas patronales de Castel de Cabra se celebran el 15 de agosto en honor de la Asunción de Nuestra Señora.

- Fiesta de San Blas, se celebra el 3 de febrero. Los actos que se realizan durante la festividad de San Blas son la tradicional hoguera, una merienda popular y baile.